# Lucio Manisco
Lucio Manisco (Firenze, 16 febbraio 1928 – 6 maggio 2025) è stato un giornalista e politico italiano.

## Biografia

### Cursus Scolastico e Universitario
1947 Maturità classica
1947-50 Università "La Sapienza" di Roma, facoltà di lettere

### Attività: giornalista
- 1948-49 - Redattore Italia Socialista, Il Giornale (Roma)
- 1949-50 - Studi di storia e critica d'arte nei Paesi Bassi; collaborazioni da Amsterdam per diversi quotidiani italiani
- 1950 - Fondatore e direttore di Domenica Sera
- 1951-53 - Assistente ai programmi BBC (Londra)
- 1953-55 - Corrispondente da Londra de Il Messaggero
- 1955-84 - Corrispondente dagli Stati Uniti de Il Messaggero
- dal 1984 - Collaboratore di Radio USA WBAI, nonché di numerosi periodici italiani e stranieri
- 1987-92 - Corrispondente della RAI TV (TG3) dagli Stati Uniti
- 1995-96 - Direttore del quotidiano Liberazione

### Attività politica
- 1992 e 1996 Eletto al Parlamento italiano (Camera dei deputati) come indipendente nelle liste di Rifondazione Comunista: membro e segretario della Commissione Affari Esteri
- 1994: Eletto al Parlamento Europeo nelle liste di Rifondazione Comunista; nel 1999 è rieletto all'Europarlamento nelle file del Partito dei Comunisti Italiani; nel 2004 è ricandidato ma non eletto al Parlamento Europeo nelle liste dei Comunisti Italiani

#### Attività in seno al PE
(V legislatura: 1999-2004)
- Membro	dell'Ufficio di Presidenza della Sinistra Unitaria Europea	/ Sinistra Verde Nordica (GUE/NGL)
- Membro	della Commissione per la Cultura, la Gioventù, l'Istruzione, i	Mezzi d'Informazione e lo Sport
- Membro	sostituto della Commissione per le Libertà e i Diritti dei	Cittadini, la Giustizia e gli Affari Interni
- Membro	della Delegazione per le Relazioni con i paesi dell'America	Centrale e con il Messico

## Opere
- Ue, Attacco alla libertà. Anomalia italiana e controllo mediatico di Berlusconi. Con: Alessandro Cisilin e Giuseppe Di Lello. Sinistra Unitaria Europea, 2004. Tradotto in inglese ed in francese.